# Salomon Molander

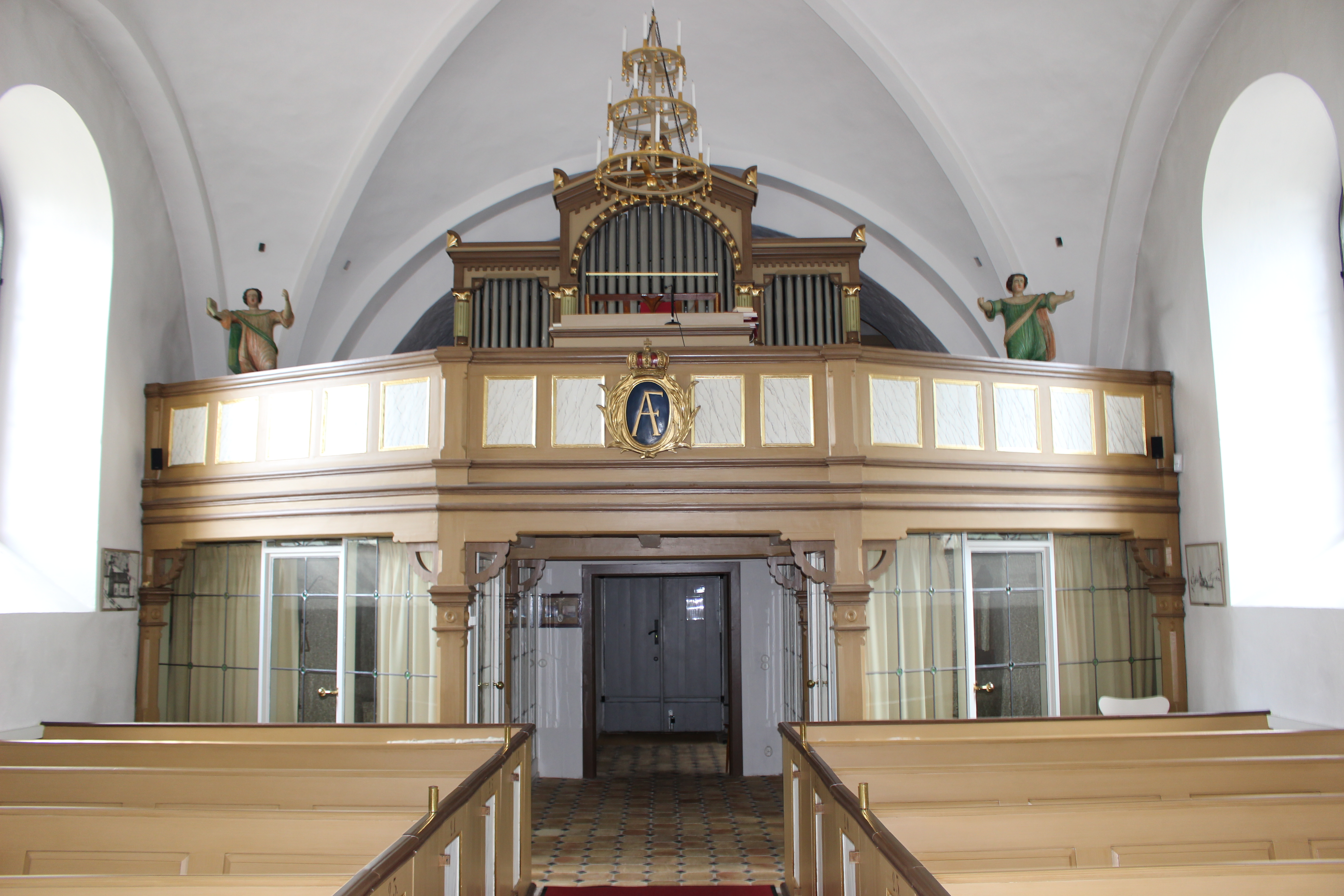
Orgeln från 1901 på orgelläktaren i Össjö kyrka.

Salomon Molander, född den 4 september 1833 i Långelanda socken, död den 22 maj 1905 i Göteborg, var en svensk orgelbyggare.

## Biografi
Molander var son till klockaren Joseph Molander och Britta Maria Petersdotter. Han blev lärling i orgelfirman J N, E & C Söderling i Göteborg på 1850-talet och utexaminerades som orgelbyggmästare 1868. 
Han övertog 1868 bröderna Söderlings firma tillsammans med kompanjonen Erik Gustaf Eriksson och fortsatte verksamheten i samma lokaler, fast nu under firmanamnet Molander & Eriksson. Molander blev därmed den andra generationens orgelbyggare inom den så kallade Göteborgsskolan. Eriksson lämnade dock firman 1887 och Molander drev den själv fram till 1903, varefter Eskil Lundén övertog verksamheten. Molander byggde sammanlagt 143 orglar åren 1874–1903. Alla var mekaniska och de flesta med slejflådor.

## Verk (urval)
| År   | Ursprunglig kyrka     | Stift      | Bild | Manualer | Pedal        | Stämmor | Bevarad orgel/fasad | Övrigt |
| ---- | --------------------- | ---------- | ---- | -------- | ------------ | ------- | ------------------- | --- |
| 1876 | Källeryds kyrka       | Växjö      |      |          |              | 6       | Nej/Nej             | En ny orgel byggdes 1905 av Johannes Magnusson, Göteborg. |
| 1876 | Gåsborns kyrka        | Karlstads  |      |          |              | 6       | Nej/Nej             | Orgeln förstördes i en brand 1930. |
| 1878 | Östra Fågelviks kyrka | Karlstads  |      |          |              | 7 1⁄2   | Nej/Ja              | En ny orgel byggdes 1935 av Nordfors & Co, Lidköping. |
| 1880 | Hällefors kyrka       | Västerås   |      | 2        | Självständig | 17      | Nej/Nej             | Orgeln byggdes om 1945 av E A Setterquist & Son, Örebro till 26 stämmor, tre manualer och pedal. En ny orgel byggdes 1972 av Åkerman & Lund, Knivsta.             |
| 1882 | Tingstäde kyrka       | Visby      |      |          |              | 6       | Nej/Nej             | En ny orgel byggdes 1929 av Åkerman & Lund, Stockholm. |
| 1887 | Södra Vi kyrka        | Linköpings |      |          |              | 12      | Nej/Ja              | Fasaden som användes till orgeln var från 1786 års orgel, byggd av Pehr Schiörlin, Linköping. En ny orgel byggdes 1937 av A Magnussons Orgelbyggeri AB, Göteborg. |
| 1890 | Ödeshögs kyrka        | Linköpings |      | 2        | Självständig | 14      | Nej/Nej             | En ny orgel byggdes 1949 av Olof Hammarberg, Göteborg. |
| 1892 | Väversunda kyrka      | Linköpings |      | 1        | Bihängd      | 4       | Ja/Ja               | [ 5 ] |
| 1897 | Ölme kyrka            | Karlstads  |      | 2        | Självständig | 16      | Ja/Ja               | Stora delar av orgeln är från 1849 års orgel, byggd av Erik Adolf Setterquist, Hallsberg. Orgeln renoverades 1966 av Lindegrens Orgelbyggeri AB, Göteborg.        |
| 1899 | Barnarps kyrka        | Växjö      |      |          |              |         | Nej/Ja              | Fasaden som användes var från 1750 års orgel, byggd av Jonas Wistenius, Linköping. En ny orgel byggdes 1936 av A Mårtenssons Orgelfabrik AB, Lund.                |
| 1905 | Vetlanda kyrka        | Växjö      |      |          |              | 19      | Nej/Ja              | En ny orgel byggdes 1947 av A Mårtenssons Orgelfabrik AB, Lund. Fasaden utökades då med ett ryggpositiv.                                                          |

### Övriga
| År   | Ursprunglig kyrka | Stift | Bild | Manualer | Pedal        | Stämmor | Bevarad orgel/fasad | Övrigt |
| ---- | ----------------- | ----- | ---- | -------- | ------------ | ------- | ------------------- | --- |
| 1880 | Stenkyrka kyrka   | Visby |      | 1        | Självständig | 11      | Ja/Ja               | Molander flyttade 1880 en orgel från Hällefors kyrka till Stenkyrka kyrka. Orgeln var byggd 1789 av Johan Sundström, Järnboås och hade 1859 omändrats av A G Nygren, Stockholm. 1936 utökades orgeln med en andra manual av Olof Hammarberg, Göteborg som togs bort 1955. 1977 renoverades orgeln av Grönlunds Orgelbyggeri AB, Gammelstad. |

### Kompletta bevarade orglar
- 1874 - Häggesleds kyrka. Återställd i originalskick.
- 1875 - Västra Vrams kyrka. Orgeln magasinerad.
- 1879 - Norra Vånga kyrka
- 1883 - Amiralitetskyrkan. Återställd i originalskick.
- 1897 - Västra Karaby
- 1898 - Köinge kyrka
- 1901 - Össjö kyrka

### Bevarde orgelfasader
- 1876 - Håcksviks kyrka.
- 1878 - Önums kyrka.
- 1879 - Valla kyrka, Bohuslän.
- 1880 - Stenums kyrka.
- 1882 - Angereds kyrka.
- 1883 - Hillareds kyrka.
- 1883 - Landvetters kyrka.
- 1885 - Fridhems kyrka.
- 1885 - Kinneveds kyrka.
- 1885 - Snöstorps kyrka.
- 1887 - Hålanda kyrka.
- 1891 - Okome kyrka.
- 1891 - Valinge kyrka.
- 1896 - Fjärås kyrka.
- 1902 - Holsljunga kyrka.